# Пульинке (озеро)
Пульинке[уточнить] (исп. Lago Pullinque) — небольшое озеро в провинции Вальдивия области Лос-Риос Чили. Площадь — 5,77 км². Проточное: впадает река Пульинке, вытекает река Гуанеуэ.
Расположено в 15 км от города Пангипульи. Впадина озера и окружающая местность сформированы ледником.
Уровень воды в озере был искусственно поднят, для использования его гидроэнергетического потенциала.